# Спортивная гимнастика на летних Олимпийских играх 1896 — командные брусья
Соревнования на брусьях среди мужских команд на летних Олимпийских играх 1896 прошли 9 апреля. Приняли участие три команды из двух стран.

## Призёры
| Золото | Серебро                                                                                | Бронза                                                                               |
| Германия Конрад Бёкер · Герман Вайнгертнер · Фриц Гофман · Фриц Мантойфель · Карл Нойкирх · Рихард Рёштель · Альфред Флатов · Густав Флатов · Георг Хиллмар · Карл Шуман · Густав Шуфт | Греция Николаос Андриакопулос · Спирос Атанасопулос · Томас Ксенакис · Петрос Персакис | Греция Филиппос Карвелас · Димитриос Лундрас · Иоаннис Митропулос · Иоаннис Хрисафис |

## Соревнование

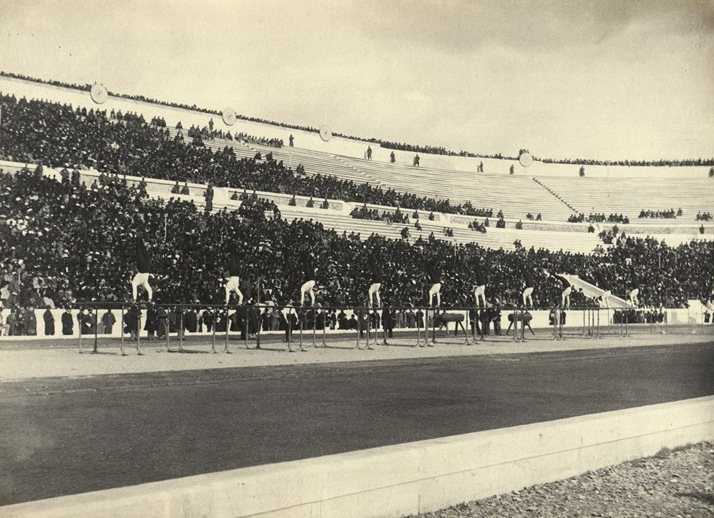
Немецкая команда во время командных упражнений на брусьях

| Место | Страна   | Капитан             | Участники |
| ----- | -------- | ------------------- | --- |
| 1     | Германия | Фриц Гофман         | Конрад Бёкер, Герман Вайнгертнер, Фриц Мантойфель, Карл Нойкирх, Рихард Рёштель, Альфред Флатов, Густав Флатов, Георг Хиллмар, Карл Шуман, Густав Шуфт |
| 2     | Греция   | Спирос Атанасопулос | Николаос Андриакопулос, Томас Ксенакис, Петрос Персакис, ещё 29 неизвестных спортсменов                                                                |
| 3     | Греция   | Иоаннис Хрисафис    | Филиппос Карвелас, Димитриос Лундрас, Иоаннис Митропулос, ещё 15 неизвестных спортсменов                                                               |